# Hypercompe theophila
Hypercompe theophila är en fjärilsart som beskrevs av Paul Dognin 1902. Hypercompe theophila ingår i släktet Hypercompe och familjen björnspinnare. Inga underarter finns listade i Catalogue of Life.